# Julio Francia
Juan Francia (ur. 1897, zm. 2 października 1962) – argentyński piłkarz, grający podczas kariery na pozycji napastnika.

## Kariera klubowa
Juan Francia podczas piłkarskiej kariery występował w klubach z Rosario: Gimnasii, Newell’s Old Boys, Tiro Federal, Rosario Central i Provincial. Podczas kariery pięciokrotnie wygrał lokalną Liga Rosarina de Fútbol w 1918, 1929 (Newell’s Old Boys), 1923, 1930 (Rosario) i 1920 (Tiro Federal).

## Kariera reprezentacyjna
W reprezentacji Argentyny Francia zadebiutował 15 sierpnia 1918 w zremisowanym 0-0 meczu z Urugwajem, którego stawką było Gran Premio de Honor Argentino. W 1922 uczestniczył w Mistrzostwach Ameryki Południowej. Na turnieju w Rio de Janeiro wystąpił we wszystkich czterech meczach z Chile (2 bramki), Urugwajem, Brazylią i Paragwajem (2 bramki). Z 4 bramkami został królem strzelców.
Ostatni raz w reprezentacji wystąpił 17 grudnia 1922 w wygranym 2-0 meczu z Urugwajem, którego stawką była Copa Newton. Ogółem w latach 1918–1922 rozegrał w barwach albicelestes w 8 meczach, w których strzelił 6 bramek.
| Mecze i gole w reprezentacji | Mecze i gole w reprezentacji | Mecze i gole w reprezentacji | Mecze i gole w reprezentacji | Mecze i gole w reprezentacji | Mecze i gole w reprezentacji | Mecze i gole w reprezentacji |
| #                            | Data                         | Miasto                       | Przeciwnik                   | Gol                          | Wynik                        | Rozgrywki                    |
| ---------------------------- | ---------------------------- | ---------------------------- | ---------------------------- | ---------------------------- | ---------------------------- | ---------------------------- |
| 1.                           | 15.08.1918                   | Buenos Aires                 | Urugwaj                      |                              | 0:0                          | Gran Premio Argentino        |
| 2.                           | 18.07.1919                   | Montevideo                   | Urugwaj                      |                              | 1:4                          | Gran Premio Uruguayo         |
| 3.                           | 28.09.1922                   | Rio de Janeiro               | Chile                        | Gol · Gol                    | 4:0                          | Copa América                 |
| 4.                           | 08.10.1922                   | Rio de Janeiro               | Urugwaj                      |                              | 0:1                          | Copa América                 |
| 5.                           | 15.10.1922                   | Rio de Janeiro               | Brazylia                     |                              | 0:2                          | Copa América                 |
| 6.                           | 18.10.1922                   | Rio de Janeiro               | Paragwaj                     | Gol · Gol                    | 2:0                          | Copa América                 |
| 7.                           | 22.10.1922                   | São Paulo                    | Brazylia                     | Gol                          | 1:2                          | Copa Roca                    |
| 8.                           | 10.12.1922                   | Montevideo                   | Urugwaj                      | Gol                          | 2:2                          | Copa Newton                  |